# 1-辛硫醇
1-辛硫醇（英語：1-Octanethiol），也称为1-巯基辛烷，是一种有机化合物。
美国国家职业安全卫生研究所认为这种化合物是一种职业危害。接触这种化合物会影响眼睛、皮肤、呼吸系统、血液和中枢神经系统，并导致眼睛、皮肤、鼻子和喉咙受到刺激；疲倦；紫绀；呼吸增加；恶心；爱睡；头痛和呕吐。